# Медников, Евстратий Павлович
Евстра́тий (Евстра́т) Па́влович Ме́дников (декабрь 1853, Ярославль — 2 декабря 1914, Санкт-Петербург) — деятель российского политического сыска, соратник С. В. Зубатова, создатель школы агентов наружного наблюдения.

## Биография
Родился в 1853 году в семье ярославского крестьянина-торговца из старообрядцев. Окончил церковно-приходскую школу. После прохождения военной службы, в 1881 году, в 28 лет уволился в запас в чине унтер-офицера. В том же году поступил на полицейскую службу внештатным околоточным надзирателем. После создания Московского охранного отделения поступил туда на работу в качестве филёра — агента наружного наблюдения. В короткое время прошёл всю филёрскую службу и скоро сделался нарядчиком, инструктором и контролёром. В 1890 году возглавил всю филёрскую работу Московского охранного отделения. Работая в Московском охранном отделении, создал лучшую в России школу филёров, которая получила название «медниковской». За успехи по службе получил должность старшего чиновника для поручений, орден св. Владимира 4 степени и вместе с ним право на потомственное дворянство.
После того как Московское охранное отделение возглавил Сергей Зубатов, Медников стал его ближайшим помощником и правой рукой. Медников содержал конспиративную квартиру, на которой Зубатов встречался со своими секретными агентами. Одновременно он заведовал кассой Московского охранного отделения, благодаря чему нажил неплохое состояние. Во всех раскрытиях, производимых отделением, роль наружного филёрского наблюдения была очень велика. Поэтому совместная работа Зубатова, ведавшего внутренней агентурой, и Медникова, ведавшего наружным наблюдением, позволила Московскому охранному отделению выдвинуться на первое место в деле политического сыска в России. «Эти два человека, Зубатов и Медников, составляли нечто единое, самую суть Московского отделения, его главный рычаг», — вспоминал ученик Зубатова А. И. Спиридович.
В 1894 году при Московском охранном отделении был создан особый «Летучий отряд филёров», или «Особый отряд наблюдательных агентов», во главе с Медниковым, подчинённый непосредственно Департаменту полиции. По поручению Департамента полиции «Летучий отряд» разъезжал по всей России и разрабатывал агентурные сведения, дополняя их данными наружного наблюдения. Медниковскому «Летучему отряду» поручались самые ответственные дела по розыску революционеров во всех регионах империи. По свидетельству А. И. Спиридовича, медниковские филёры отличались высоким профессионализмом и по способности к конспирации не уступали профессиональным революционерам. После реформы системы политического сыска в 1903 году филёры из медниковского «Летучего отряда» были назначены заведующими наружным наблюдением во все вновь открытые охранные отделения.
В 1902 году С. В. Зубатов был переведён в Петербург, где возглавил Особый отдел Департамента полиции. Вместе с собой на новое место службы Зубатов взял и Медникова, который был назначен заведующим наружным наблюдением Департамента полиции. На этом посту Медников пережил Зубатова. После того как в 1903 году Зубатов из-за личной ссоры с министром В. К. Плеве был отправлен в отставку, Медников сохранил своё место и оставался на своём посту до 1906 года. Спрос на Медникова как специалиста был столь велик, что ему удалось сохранять своё положение при шести министрах внутренних дел: Сипягине, Плеве, Святополк-Мирском, Булыгине, Дурново и Столыпине.
В 1906 году Медников в ранге надворного советника с правом потомственного дворянства вышел на пенсию. Поселился в своём имении в Гороховецком уезде Владимирской губернии, где занимался сельским хозяйством. До последних лет жизни поддерживал переписку с Сергеем Зубатовым и своими учениками по делу полицейского розыска. В 1910 году Медников заболел тяжёлым душевным заболеванием и до 1913 года лечился в психиатрической больнице. Некоторые авторы связывают душевное заболевание Медникова с предательством Л. П. Меньщикова, который на протяжении 20 лет был его близким соратником, а в 1909 году перешёл на сторону революционеров и начал публиковать за границей списки секретных агентов Департамента полиции. Для Медникова это было тяжёлым ударом.
Евстратий Павлович Медников скончался 2 декабря 1914 года в одной из психиатрических клиник Санкт-Петербурга.

## Отзыв сослуживца
Характеристика Е. П. Медникова, данная его сослуживцем А. И. Спиридовичем:
Медников был простой, малограмотный человек, старообрядец, служивший раньше полицейским надзирателем. Природный ум, сметка, хитрость, трудоспособность и настойчивость выдвинули его. Он понял филерство как подряд на работу, прошел его горбом и скоро сделался нарядчиком, инструктором и контролером. Он создал в этом деле свою школу — Медниковскую, или как говорили тогда, "Евстраткину" школу. Свой для филеров, которые в большинстве были из солдат уже и тогда, он знал и понимал их хорошо, умел разговаривать, ладить и управляться с ними.
...Зубатов был бессребреником в полном смысле этого слова, то был идеалист своего дела; Медников же — сама реальность, сама жизнь. Все расчеты — у него. Работая за десятерых и проводя нередко ночь в отделении на кожаном диване, он в то же время не упускал своих частных интересов. Под Москвой у него было "именьице с бычками, коровками и уточками, был и домик", было все. Рабочие руки были даровые, — делай, что хочешь; свой человек — жена, хорошая, простая женщина, вела хозяйство.

Приехавши в Москву, я застал Медникова уже старшим чиновником для поручений, с Владимиром в петлице, который в то время давал права потомственного дворянства. Он уже выправил тогда все документы на дворянство, имел грамоту и занимался составлением себе герба; на гербе фигурировала пчела, как символ трудолюбия, были и снопы.
А. И. Спиридович. Записки жандарма. Харьков, 1928 г. Стр. 52-56.

## В массовой культуре
Медников является прототипом Евграфия Петровича Медянникова в сериале «Империя под ударом», входившим совместно с титулярным советником Павлом Нестеровичем Путиловским и поручиком Иваном Карловичем Бергом в особую следственную группу по борьбе с террористической Боевой организацией эсеров. Однако Евграфий Петрович, в отличие от своего протагониста, является лишь опытным филёром, состоит, судя по всему, в унтер-офицерском чине и продолжает свою карьеру и после 1906 г. Медянникова сыграл актёр Валентин Букин. Образ Медникова использован также в романе Б. Акунина «Статский советник» при изображении Евстратия Павловича Мыльникова, руководителя филёрской службы Охранного отделения. Позднее Мыльников появляется в «Алмазной колеснице». В экранизации романа роль исполнил Михаил Ефремов. Неоднократно упоминается Евстратий Медников, как создатель «школы филёров», и в повестях А. Чижа о сыщике Ванзарове. В романе Э. А. Хруцкого "Полицейский" ("Архив Сыскной полиции") упоминается "великий специалист-наружник Евгений Павлович Медников" - явный отсыл к Е. П. Медникову (фамилия сохранена, имя и отчество изменены, но инициалы оставлены те же).